# Socavones de angustia
Socavones de angustia es una novela social y costumbrista de las minas de Bolivia, escrita por Fernando Ramírez Velarde. Como novela social no tiene precisamente énfasis revolucionario. Es más bien un documento expositivo sociológico, metódicamente desarrollado en tres partes: las formas de vida y trabajo en minas chicas, medianas y grandes según se categorizan las mismas en la industria minera. Cada parte tiene un protagonista más o menos caracterizado, pero no hay un personaje dominante que se imponga a lo largo del relato, que es suave, correcto, llano, ecuánime e informativo con un ligero tinte poético.

## Argumento
Sustancialmente el argumento pinta la suerte de una familia quechua que, echada de su pegujal tiene que buscar trabajo en los socavones, donde la labor es dura y acaba con la salud, condenando a los hijos a la misma muerte.
Por el contexto, se supone que la primera parte de la novela está ambientada hacia el año 1928, en las minas del departamento Potosí.
Recibió el primer premio de Sociedad de escritores y Artistas de Cochabamba (1939, edición 1940).

## Personajes secundarios
- Donata Ari: Mujer campesina que trabaja de palliri en las minas, madre de tres hijos.  Su pueblo natal es Suticollo en Cochabamba. Quedó viuda cuando su esposo pierde la vida en las minas. Cuando vuelve a su pueblo se encuentra en la hacienda con su madre y su hermano Severo. Por problemas con el patrón tiene que volver esta vez a trabajar de palliri en la mina junto con su madre. Conocería a Juan Calle, quien se convierte en su compañero.  Lo acompañaría hasta su exilio en Oruro y luego de vuelta en la mina “Bolivian Mines”.

- Sebastiana Ari: Madre de Donata, también trabaja de palliri y es viuda con tres hijos. Después de que Donata pierde a su esposo, la acompaña durante toda la obra.

- Juan Calle: Obrero minero, compañero de Donata a quien conoce en la mina “Buena Estrella”.  Anteriormente tuvo un romance con Josefina, pero ésta lo abandona y Juan se queda con Donata con quien tiene 2 hijos. Además es uno de los líderes de la huelga que inicia junto a sus compañeros Ontiveros, Paiti, Sunahua y Ajarachi en contra de los propietarios exigiendo aumento de salarios y mejores condiciones de vida. Es puesto en la prisión de Oruro junto con sus amigos, y luego liberados teniendo que soportar la más cruel miseria en esa ciudad. Más tarde volvería a trabajar en las minas junto con Donata, Sebastiana, los tres niños y Juvenal Sunahua.

- “Mono” Ontiveros: Obrero minero, padre de dos hijos. Luego de la represión para frenar la huelga, es puesto en prisión en Oruro. Puesto en libertad no volvería más a las minas consiguiendo trabajo de carpintero en aquella ciudad.

- Rosendo Paiti: Muchacho minero, con fuerte convicción revolucionaria. Durante la represión es herido y luego muerto. Se tergiversaría su muerte en la prensa alegando que fue un accidente durante su oficio en las minas.

- Juvenal Sunahua: Amigo y compañero cercano de Juan Calle. Tiene una sola hija. Es el único que vuelve a trabajar en las minas junto con Calle, en la “Bolivian Mines”. Muere en un derrumbe que ocurre en los socavones.

- Pedro Ajarachi: El más popular entre los mineros, tímido y amable. Es casado y tiene un hijo. Como líder obrero es puesto en prisión como los anteriores personajes. No volvería a trabajar en la mina, la terrible pobreza que vive en Oruro junto a sus compañeros y su familia lo obligan a emigrar a Cochabamba en busca de mejores posibilidades.

- Pedro Lizarazu: Maestro en las minas. Alfabetiza a los niños y a los propios mineros, muy fiel a su vocación, con espíritu y actitud positiva. Es una persona sencilla, poco ambiciosa a diferencia de su esposa. Él fue formado en la Escuela Normal. Las diferencias con el Gerente de las minas lo obligan a renunciar a la pedagogía en aquel lugar.

- Severo: Hermano de Donata e hijo de Sebastiana. Trabaja en la huerta de una hacienda en Suticollo en Cochabamba. Se casa con Casilda a quien asesina por sorprenderla cometiendo adulterio con el hijo del hacendado. Debido a este incidente tiene que escapar hacia Santa Cruz donde consigue trabajo y forma una familia.  No se comunicaría nunca más con su hermana ni su madre.

- Cosme Salinas: Es el dueño de la hacienda donde trabajan y viven Sebastiana, Severo y Donata. Es implacable y tras el escape de Severo después de asesinar a Casilda, echa de su hacienda a Sebastiana y Donata para que no volviesen jamás.
- Julian Chuquimia: Es un trabajador de la mina “Maravilla” en donde gana muy poco dinero. Es el primer esposo de Donata. Se muda a la mina “Llusca” en donde recibiría un mejor ingreso económico para tener lo suficiente y volver a Suticollo para construir su casita y vivir junto a su esposa y la criatura que venía en camino.

- Josefina: Es la hija de Sunahua, de carácter rebelde.

- Pedro: Es el hijo de Sebastiana, es adoptado por Juan Calle

- Pablo: Es el primer hijo de Donata, también es adoptado por Juan Calle.

- Burton: Es un hombre de 50 años, extranjero y Gerente de la Empresa “Bolivian Mines”.  Es el personaje que ofrece una suma importante de dinero para destituir al Profesor Lizarazu por ser un supuesto agitador social e incitar a la rebelión de los mineros.  Al no obtener una respuesta positiva del intachable profesor, le obliga a renunciar.

- Johnson:Es extranjero, apodado “el gringo”.  Gerente de la empresa “Buena Estrella”.  Va a citar a los líderes mineros a un diálogo para llegar a un acuerdo, sin embargo no cumple su palabra y los manda a prisión asesinando a uno de ellos.

## Corriente Literaria
“Socavones de Angustia” es una obra literaria histórica, ya que narra la realidad boliviana en la época del pongueaje, la discriminación hacia los indígenas, la miseria de estos pueblos, las condiciones difíciles y riesgosas que sufrían los trabajadores mineros y principalmente los principios reaccionarios que empezaron a surgir en estos obreros, además de las duras represiones que se tomaban en contra de estas manifestaciones.
“Nosotros pedíamos pan, y ellos nos dieron bala”

## Época
Esta novela fue publicada en el año de 1947.  La obra se desarrolla en la época de la mono producción minera que tenía Bolivia, en el año 1929, cuando se produce la masacre de Catavi y, a nivel internacional, la gran depresión y la crisis mundial, que produjo en Bolivia con una gran cantidad de despidos en el sector. 
El sentido que se le da a la obra es el de expresar la realidad minera de Bolivia, cuán sacrificadas eran las horas de trabajo, la crisis y la miseria de aquellas familias mineras que no tenían más remedio que arriesgar sus propias vidas a cambio de migajas.  La tercera y última parte de la obra titula “¿Cuándo llegará el alba?” expresa la pregunta que toda esa gente se hacía ante aquella realidad paupérrima y dura.

## Lugar y paisajes
Mayormente la obra se desarrolla en las altas cordilleras de Bolivia, en las zonas mineralógicas con más de 3800 m.s.n.m. y con un frío que no daba tregua.  También se mencionan las ciudades de Oruro, Cochabamba y Suticollo.